# Clásico RCN 2021
Le Clásico RCN 60 Años "Cerveza Andina" 2021 (nom officiel) est une course cycliste par étapes qui a lieu du 23 octobre au 31 octobre 2021. La soixante-et-unième édition du Clásico RCN n'est pas inscrite au calendrier de l'UCI America Tour 2022. Le champion du monde (Espoirs) Fabio Duarte, en remportant l'épreuve, conquiert l'unique titre qui lui manquait en Colombie. Avec le Clásico RCN, il complète sa trilogie, commencée par la Vuelta de la Juventud et poursuivie par le Tour de Colombie.

## Présentation

### Équipes participantes
Vingt-et-une équipes se présentent à Guatapé au départ du Clásico RCN 2021. Des dix-neuf prévues, début septembre, une formation néerlandaise et le Team Cartagena se désistent et l'équipe Colnago CM est écartée. 
À moins d'une semaine du départ, l'équipe SuperGiros - Alcaldía de Manizales doit se passer des services de Luis Miguel Martínez, médaillé de bronze aux derniers championnats de Colombie et de Jordan Tabares, vainqueur de la Vuelta al Gran Santander, début août. Deux chiens les ayant fait tomber lors d'une sortie d'entraînement. Tandis que Bryan Gómez et Juan Pablo Zapata sont en France pour les Mondiaux sur piste, la formation caldense est présente au départ avec huit coureurs dont les chefs de file sont Didier Chaparro et Yeison Rincón (vainqueur en juillet de la Vuelta al Tolima).

Le Team Herrera Sport - Ropa Deportiva prend le départ avec neuf hommes. Le Guatémaltèque Mardoqueo Vásquez (vainqueur du Tour du Guatemala 2020) et le Péruvien Royner Navarro (participant aux Jeux olympiques) sont deux renforts de luxe pour la formation, emmenée par Cristian Cubides.

Malgré les défections de trois de ses principaux coureurs Danny Osorio, Sebastián Castaño et Alexander Gil, l'équipe Orgullo Paisa, appuyée par le gouvernement départemental d'Antioquia et ses entreprises IDEA, Aguardiente Antioqueño et Indeportes Antioquia, annonce une formation très expérimentée sans coureur de la catégorie Espoir. Avec le renfort de Luis Felipe López, elle aligne six coureurs antioqueños, deux boyacenses et un costeño avec l'intention d'être acteur de la course (en remportant des étapes et en jouant un rôle dans la montagne) et d'aller chercher un nouveau titre après ceux conquis par Juan Diego Ramírez en 2000 et 2001.

L'équipe Colombia Tierra de Atletas - GW Bicicletas aligne la meilleure formation possible tantôt dans la catégorie Élite que dans celle des moins de 23 ans. Se détachent des dix coureurs sélectionnés Darwin Atapuma (vainqueur de la Vuelta al Sur et de la Vuelta a Nariño), Wilson Peña (lauréat de la Clásica de Fusagasugá), Jeisson Casallas (vainqueur de la Vuelta a Boyacá) et Didier Merchán (champion de la Vuelta a Antioquia). Selon le directeur sportif Luis Alfonso Cely, sa formation était la meilleure sur la dernière Vuelta a Boyacá et il veut la voir le confirmer sur le Clásico RCN. Il ajoute que son équipe forte de son expérience et de sa jeunesse vient pour remporter le titre.

Le Team Medellín - EPM, que dirige José Julián Velásquez, va tenter de maintenir son hégémonie sur le Clásico RCN pour la troisième année consécutive. Pour cela, il peut disposer des meilleurs éléments de son effectif. En plus du tenant du titre José Tito Hernández, l'équipe est complétée, entre autres, par Óscar Sevilla, déjà quadruple vainqueur de l'épreuve ou par Fabio Duarte. Celui-ci se déclare optimiste avec le tracé difficile, très montagneux qui paraît les avantager.

La formation Strongman - Relojes G Force affronte la nouvelle édition du Clásico RCN avec un effectif essentiellement de la catégorie Espoir. Seuls deux Élites Rubén Acosta et Carlos Chía sont là pour apporter leur expérience et encadrer leurs huit jeunes coéquipiers. Jahir Bernal le directeur sportif annonce comme objectif pour sa formation d'être toujours acteur de la course et dans la mesure du possible, classer un de ses coureurs dans les dix premiers du classement général et viser la gain d'une étape.

C'est avec une majorité de coureurs de moins de 23 ans (huit sur dix) que la formation Indeportes Boyaca Avanza affronte la compétition. Même si ces coureurs sont encore en formation, selon le directeur sportif Ángel Yesid Camargo, celui-ci aimerait qu'ils soient des acteurs de premier ordre et qu'ils réalisent un bon contre-la-montre. L'objectif est de tenter d'obtenir le gain d'une étape et de viser les premières places de la catégorie Espoir ou d'un classement annexe.

Une seule équipe étrangère est présente, la formation costaricienne 7C - Economy - CBZ Asfaltos - Lacoinex. Elle arrive avec la volonté d'être actrice de la compétition. Selon leur directeur sportif Carlos Alberto Chaverri, l'objectif est d'être sur les podiums, pour cela il faut intégrer les échappées, si possible gagner une étape et être réactif à la moindre opportunité. Ainsi le coureur Espoir John Jiménez pourrait jouer le classement des étapes volantes. Il ajoute que son équipe n'a jamais été autant motivée.

Une vingt-deuxième équipe aurait pu être présente si elle n'avait pas été définitivement exclue la veille du départ. La formation Colnago CM a été écartée en raison de la "mauvaise presse" que la situation économique de l'équipe aurait pu jeter sur la course. En effet, en plus de nombreux paiements en suspens (notamment auprès des coureurs) et de mauvaises conditions physiques et sportives, divers problèmes se sont amoncelés au-dessus du Colnago CM Team, dans les derniers jours avant la compétition.

### Parcours
L'épreuve est composée de neuf étapes avec un contre-la-montre par équipes la première journée et un contre-la-montre individuel le dernier jour à Buenaventura. Annoncé avec un parcours long de 897,9 kilomètres et émaillé d'un total de dix-huit grand-prix de la montagne : cinq de troisième catégorie, trois de deuxième, six de première et quatre classés en hors-catégorie, l'épreuve ne fait plus que 844,5 kilomètres pour dix-sept sommets répertoriés (seulement quatre cols de troisième catégorie au lieu de cinq) à l'arrivée. Quatre étapes se terminent au sommet d'une ascension et trois sont de moyenne montagne. Le parcours peut être modifié jusqu'aux derniers instants. Ainsi pour garantir la sécurité de la caravane (des suiveurs) et des cyclistes, la huitième étape passe d'une distance de 183,4 kilomètres à 116,3 kilomètres à moins de trois semaines du départ, avec un peloton partant de Buga et non de Roldanillo comme initialement prévu. Et même la veille du contre-la-montre inaugural, celui-ci est réduit de moitié. Originellement programmé comme un aller/retour Guatapé - El Peñol, devant la demande pressante des équipes, il devient un aller simple. De nombreuses étapes dépasseront les 3 000 mètres d'altitude avec les ascensions de cols très difficiles comme ceux de Jericó, Murillo, Letras ou La Línea. Pour Óscar Sevilla, c'est vraiment un parcours de haute montagne et il le considère comme le plus dur de ces dernières années.

### Favoris
José Tito Hernández (protagoniste de l'échappée matinale aux Mondiaux) ainsi que son coéquipier Óscar Sevilla sont cités parmi les favoris. Le duo du Team Medellín ont pour principaux opposants la paire Juan Pablo Suárez et Aldemar Reyes de l'équipe EPM - Scott ainsi que le trio de la formation Colombia Tierra de Atletas - GW l'expérimenté Darwin Atapuma et les moins de 23 ans Didier Merchán et Jeisson Casallas. Sans oublier Didier Chaparro, qui vient de gagner l'étape reine de la Vuelta a Antioquia, et Rubén Acosta, troisième de la Vuelta a Boyacá.

## Étapes
| Étape     | Date       | Villes étapes                 |                             | Distance (km) | Vainqueur d’étape   | Leader du classement général |
| --------- | ---------- | ----------------------------- | --------------------------- | ------------- | ------------------- | ---------------------------- |
| 1re étape | 23 octobre | Guatapé - El Peñol            |                             | 14,3          | Team Medellín - EPM | Óscar Sevilla                |
| 2e étape  | 24 octobre | Medellín - Jericó             |                             | 152           | Aldemar Reyes       | Aldemar Reyes                |
| 3e étape  | 25 octobre | Supía - Pereira               |                             | 120,6         | Óscar Quiroz        | Aldemar Reyes                |
| 4e étape  | 26 octobre | Pereira - Alto de Letras (es) |                             | 84,8          | Dubán Bobadilla     | Wilson Peña                  |
| 5e étape  | 27 octobre | Mariquita - Murillo           |                             | 104,1         | Yeison Reyes        | Wilson Peña                  |
| 6e étape  | 28 octobre | Mariquita - Ibagué            |                             | 114,5         | Brayan Ramírez      | Wilson Peña                  |
| 7e étape  | 29 octobre | Ibagué - Salento              |                             | 105,2         | Aldemar Reyes       | Wilson Peña                  |
| 8e étape  | 30 octobre | Buga - Buenaventura           |                             | 116,3         | Johan Colón         | Wilson Peña                  |
| 9e étape  | 31 octobre | Buenaventura - Buenaventura   | Contre-la-montre individuel | 19,6          | Fabio Duarte        | Fabio Duarte                 |

## Récit de la course

### 1reétape
Le Team Medellín - EPM gagne l'étape et Óscar Sevilla en profite pour endosser le premier maillot de leader.
Classement de l'étape
|   | Équipe                                               |    | Temps       |
| - | ---------------------------------------------------- | -- | ----------- |
| 1 | Team Medellín - EPM                                  | en | 18 min 10 s |
| 2 | EPM - Scott                                          | en | 18 min 16 s |
| 3 | Colombia Tierra de Atletas - GW Bicicletas           | en | 18 min 37 s |
| 4 | IDEA - Indeportes Antioquia - Aguardiente Antioqueño | en | 18 min 47 s |
| 5 | Sundark                                              | en | 18 min 52 s |

Classement général
|       | Coureur           | Pays     | Équipe                                     |    | Temps       |
| ----- | ----------------- | -------- | ------------------------------------------ | -- | ----------- |
| 1     | Óscar Sevilla     | Colombie | Team Medellín - EPM                        | en | 18 min 10 s |
| 2     | Fabio Duarte      | Colombie | Team Medellín - EPM                        |    | m.t.        |
| 3     | Brayan Sánchez    | Colombie | Team Medellín - EPM                        |    | m.t.        |
| ...7  | Juan Pablo Suárez | Colombie | EPM - Scott                                | à  | 6 s         |
| 8     | Aldemar Reyes     | Colombie | EPM - Scott                                | à  | 6 s         |
| ...15 | Wilson Peña       | Colombie | Colombia Tierra de Atletas - GW Bicicletas | à  | 20 s        |

La première étape, disputée en contre-la-montre par équipes, entre Guatapé et El Peñol, dans le département d'Antioquia, développe finalement 14,3 kilomètres. À la moyenne de 47,23 km/h, elle voit la formation Medellín confirmer les pronostics, en s'imposant et en plaçant idéalement son chef de file Óscar Sevilla pour la conquête d'un cinquième titre.
La formation dirigée par José Julián Velásquez réalise dix-huit minutes et onze secondes (18 min 10 s 990 exactement) pour rejoindre la ligne d'arrivée. Elle relègue à six secondes l'équipe EPM - Scott et à vingt-sept secondes la formation Colombia Tierra de Atletas - GW Bicicletas.
La première équipe à s'élancer est celle de la Fondation Esteban Chaves mais elle termine l'exercice en plus de vingt minutes, loin des meilleures. Au fur et à mesure que les équipes en finissent, la barrière des vingt minutes est franchie avec la troisième équipe à partir, le Team Fundecom (19 min 59 s). Puis même celle des dix-neuf minutes avec la formation Sundark (18 min 52 s). Celle-ci terminera cinquième de l'étape. Vingt minutes plus tard, l'équipe Colombia Tierra de Atletas prend la tête provisoire avec 18 min 37 s. À peine huit minutes s'écoulent que l'équipe EPM - Scott, en 18 min 16 s, la détrône. Mais un quart d'heure plus tard, nouveau et dernier changement de leader, le Team Medellín, dernière formation à s'élancer, réalise le meilleur temps,. L'unique équipe étrangère du plateau, la formation costaricienne 7C - Economy surprend les observateurs en terminant sixième à quarante-neuf secondes des vainqueurs.

### 2eétape
Aldemar Reyes gagne l'étape et endosse du même coup le maillot jaune de leader.
Classement de l'étape
|       | Coureur           | Pays     | Équipe                                     |    | Temps          |
| ----- | ----------------- | -------- | ------------------------------------------ | -- | -------------- |
| 1     | Aldemar Reyes     | Colombie | EPM - Scott                                | en | 4 h 3 min 52 s |
| 2     | Óscar Sevilla     | Colombie | Team Medellín - EPM                        | à  | 11 s           |
| 3     | Wilson Peña       | Colombie | Colombia Tierra de Atletas - GW Bicicletas | à  | 15 s           |
| 4     | Fabio Duarte      | Colombie | Team Medellín - EPM                        | à  | 31 s           |
| ...10 | Juan Pablo Suárez | Colombie | EPM - Scott                                | à  | 1 min 40 s     |

Classement général
|      | Coureur           | Pays     | Équipe                                     |    | Temps           |
| ---- | ----------------- | -------- | ------------------------------------------ | -- | --------------- |
| 1    | Aldemar Reyes     | Colombie | EPM - Scott                                | en | 4 h 21 min 58 s |
| 2    | Óscar Sevilla     | Colombie | Team Medellín - EPM                        | à  | 9 s             |
| 3    | Fabio Duarte      | Colombie | Team Medellín - EPM                        | à  | 35 s            |
| 4    | Wilson Peña       | Colombie | Colombia Tierra de Atletas - GW Bicicletas | à  | 35 s            |
| ...8 | Juan Pablo Suárez | Colombie | EPM - Scott                                | à  | 1 min 50 s      |

Les coureurs font connaissance avec la haute montagne dès le deuxième jour. Sur un parcours de 152 kilomètres, reliant Medellín à Jericó, dans le département d'Antioquia, les concurrents affrontent l'Alto de Minas très tôt dans la journée puisque le sommet (culminant à 2 493 mètres d'altitude) est placé dès le km 33,3. Il s'ensuit une longue descente rapide et stressante pour le peloton jusqu'à La Pintada (km 75,2). Puis la journée se termine par l'ascension classée en hors-catégorie du Morro El Salvador, dont le sommet est située à seulement onze hectomètres de l'arrivée, jugée au parc principal de Jericó,.
Malgré d'incessantes attaques, au passage du río Cauca après une heure et demie de course, le peloton progresse groupé grâce au travail du Team Medellín. Dans la seconde partie de l'étape, l'échappée du jour prend forme. Elle est composée de Cristhian Talero (Herrera Sport), Óscar Quiroz (Colombia Tierra de Atletas GW Shimano) et Frank Osorio (Orgullo Paisa). Mais celle-ci est reprise avant la montée sur Jericó. Dans l'interminable ascension qui mène à l'arrivée, les Boyacenses de l'équipe EPM-Scott se montrent très actifs. C'est d'abord Freddy Montaña qui s'isole puis c'est au tour d'Aldemar Reyes d'attaquer sèchement à cinq kilomètres du terme. À trois kilomètres, Óscar Sevilla, accompagné de Wilson Peña, lance la poursuite pour tenter de conserver son maillot de leader. Mais ils ne pourront le rejoindre. Reyes remporte l'étape, onze secondes devant Sevilla et quinze devant Peña. Sur le podium protocolaire, Aldemar Reyes reçoit non seulement le maillot jaune de leader mais il prend le commandement de différents classements annexes, comme celui du grand prix de la montagne, de la combativité, du classement par points et du classement combiné. Juan Pablo Suárez peut être considéré comme un des perdants de la journée. À un degré moindre, cependant, que Didier Chaparro et le tenant du titre José Tito Hernández, cités eux aussi parmi les favoris, qui perdent respectivement 5 min 8 s et 6 min 25 s sur le vainqueur. Vingt-sept concurrents terminent hors-délais (et notamment Cristhian Talero protagoniste de la fugue du jour).

### 3eétape
Óscar Quiroz remporte le sprint massif au terme d'une étape qui voit Aldemar Reyes conserver son rang au classement général.
Classement de l'étape
|   | Coureur       | Pays     | Équipe                                     |    | Temps          |
| - | ------------- | -------- | ------------------------------------------ | -- | -------------- |
| 1 | Óscar Quiroz  | Colombie | Colombia Tierra de Atletas - GW Bicicletas | en | 3 h 4 min 36 s |
| 2 | Aldemar Reyes | Colombie | EPM - Scott                                |    | m.t.           |
| 3 | Germán Chaves | Colombie | EPM - Scott                                |    | m.t.           |

Classement général
|      | Coureur           | Pays     | Équipe                                     |    | Temps           |
| ---- | ----------------- | -------- | ------------------------------------------ | -- | --------------- |
| 1    | Aldemar Reyes     | Colombie | EPM - Scott                                | en | 7 h 26 min 28 s |
| 2    | Óscar Sevilla     | Colombie | Team Medellín - EPM                        | à  | 15 s            |
| 3    | Fabio Duarte      | Colombie | Team Medellín - EPM                        | à  | 41 s            |
| 4    | Wilson Peña       | Colombie | Colombia Tierra de Atletas - GW Bicicletas | à  | 41 s            |
| ...8 | Juan Pablo Suárez | Colombie | EPM - Scott                                | à  | 1 min 56 s      |

La troisième étape paraît être réservée aux sprinteurs. Même si plus de la moitié des 120,6 kilomètres se disputent sur terrain plat, il faut se méfier du col de deuxième catégorie, "El Hatico" situé au km 100,2. Les équipes de sprinteurs devront être en ordre de bataille dès l'étape volante du "batallón San Mateo", placée à un peu plus de trois kilomètres de l'arrivée, jugée au Parc Olaya Herrera de Pereira (capitale du département de Risaralda). La chaleur sera également un facteur à ne pas négliger, tout comme les deux cols de première catégorie, placés dans les vingt premiers kilomètres de la course, partant de Supía (département de Caldas),.
Comme attendu, cette journée se termine par un sprint où Óscar Quiroz remporte sa cinquième victoire dans un Clásico RCN.
L'étape commence par de multiples attaques. L'une d'entre elles produit l'échappée du jour. Elle comprend Marco Tulio Suesca (Orgullo Paisa), Óscar Fernández (Boyacá Avanza), Róbigzon Oyola (Team Medellín EPM), Óscar Quiroz (Colombia Tierra de Atletas GW Shimano), Daniel David Hoyos (Sistecrédito GW) et Bernardo Suaza (Team Medellín EPM). Alors que la descente vers Anserma se fait sous une pluie torrentielle, dans les vingt derniers kilomètres, la fugue est rejointe par le peloton. Et malgré une tentative dans les ultimes kilomètres de Johan Colón (IDEA), Robinson Chalapud (Team Medellín), Rubén Acosta, (Strongman) et Brayan Hernández (Colombia Tierra de Atletas), qui a laissé croire que l'un d'entre eux pouvait s'imposer. Même si Colón semblait idéalement placé à quatre kilomètres du terme, le sprint massif est inévitable. À deux cent mètres du but, une chute désorganise la marche du peloton. Cela profite à Óscar Quiroz, qui avait lancé le sprint de loin. Et bien qu'Aldemar Reyes semble pouvoir le coiffer sur la ligne, il s'impose, remportant ainsi une étape dans chacune des deux grandes compétitions du calendrier colombien, le Tour de Colombie et le Clásico RCN. Reyes, en terminant deuxième, grappille quelques secondes de bonifications,,,.
Avec Óscar Quiroz, Marco Tulio Suesca est l'autre homme de la journée puisqu'il va chercher sur le podium protocolaire non seulement le maillot du meilleur grimpeur mais aussi celui de deux autres classements annexes (celui de la combativité et de la "grande différence").

### 4eétape
Dubán Bobadilla s'impose en altitude pendant que Wilson Peña devient leader de la course.
Classement de l'étape
|       | Coureur           | Pays     | Équipe                                     |    | Temps           |
| ----- | ----------------- | -------- | ------------------------------------------ | -- | --------------- |
| 1     | Dubán Bobadilla   | Colombie | Herrera Sport                              | en | 2 h 50 min 24 s |
| 2     | Wilson Peña       | Colombie | Colombia Tierra de Atletas - GW Bicicletas | à  | 6 s             |
| 3     | Fabio Duarte      | Colombie | Team Medellín - EPM                        | à  | 15 s            |
| ...6  | Juan Pablo Suárez | Colombie | EPM - Scott                                | à  | 59 s            |
| ...9  | Óscar Sevilla     | Colombie | Team Medellín - EPM                        | à  | 59 s            |
| ...12 | Aldemar Reyes     | Colombie | EPM - Scott                                | à  | 1 min 36 s      |

Classement général
|      | Coureur           | Pays     | Équipe                                     |    | Temps            |
| ---- | ----------------- | -------- | ------------------------------------------ | -- | ---------------- |
| 1    | Wilson Peña       | Colombie | Colombia Tierra de Atletas - GW Bicicletas | en | 10 h 17 min 33 s |
| 2    | Fabio Duarte      | Colombie | Team Medellín - EPM                        | à  | 11 s             |
| 3    | Óscar Sevilla     | Colombie | Team Medellín - EPM                        | à  | 33 s             |
| 4    | Aldemar Reyes     | Colombie | EPM - Scott                                | à  | 55 s             |
| ...7 | Juan Pablo Suárez | Colombie | EPM - Scott                                | à  | 2 min 14 s       |

L'étape du jour est considérée comme l'étape reine de l'épreuve. Les coureurs s'élancent de Pereira, devant le siège du gouvernement départemental de Risaralda, puis passent à Manizales (capitale du département de Caldas) pour affronter l'Alto de Letras (es) (une montée de plus de trente-et-un kilomètres), classé en hors-catégorie, terme de l'étape. Sur les 84,8 kilomètres que compte le parcours, deux autres difficultés sont répertoriées, un col de troisième catégorie et un de première.
Dès les premiers kilomètres du jour, le peloton se trouve confronté à la montagne. Ainsi peu d'attaques sont déclenchées dans la première partie de la course et la troupe franchit groupée le col de troisième catégorie d'El Tambo. Puis le peloton chemine jusqu'à Chinchiná, dans le département de Caldas, sur un tracé en constante ascension. Même après le passage à Estación Uribe, de première catégorie, le peloton reste compact. Darwin Atapuma et Óscar Sevilla sont les premiers à lancer une offensive sachant que ce dernier n'était au départ qu'à quinze secondes d'Aldemar Reyes, pour tester sa réaction. À une vingtaine de kilomètres de l'arrivée, l'équipe EPM - Scott du leader augmente le rythme. Ce qui provoque de nombreux lâchés dans le peloton. Robinson Chalapud, en compagnie de George Tibaquirá, tente de s'échapper sans réel succès. À moins de six kilomètres du but, Dubán Bobadilla lance son attaque, sans déclencher de réaction de ses adversaires. Un peu plus de deux kilomètres plus loin, Reyes souffre du rythme imposé dans l'ascension et se fait décramponner. Wilson Peña part à la chasse de Bobadilla mais bien qu'il s'en rapproche, il ne peut le rejoindre. Bobadilla s'impose avec six secondes d'avance sur Peña, qui dévêt Reyes du maillot jaune.

### 5eétape
Yeison Reyes s'impose en solitaire alors que Wilson Peña garde la tête du classement général.
Classement de l'étape
|      | Coureur           | Pays     | Équipe                                     |    | Temps           |
| ---- | ----------------- | -------- | ------------------------------------------ | -- | --------------- |
| 1    | Yeison Reyes      | Colombie | EPM - Scott                                | en | 3 h 23 min 28 s |
| 2    | Darwin Atapuma    | Colombie | Colombia Tierra de Atletas - GW Bicicletas | à  | 17 s            |
| 3    | Cristian Cubides  | Colombie | Herrera Sport                              | à  | 17 s            |
| 4    | Wilson Peña       | Colombie | Colombia Tierra de Atletas - GW Bicicletas | à  | 20 s            |
| 5    | Fabio Duarte      | Colombie | Team Medellín - EPM                        | à  | 21 s            |
| 6    | Óscar Sevilla     | Colombie | Team Medellín - EPM                        | à  | 21 s            |
| 7    | Juan Pablo Suárez | Colombie | EPM - Scott                                | à  | 21 s            |
| ...9 | Aldemar Reyes     | Colombie | EPM - Scott                                | à  | 27 s            |

Classement général
|      | Coureur           | Pays     | Équipe                                     |    | Temps            |
| ---- | ----------------- | -------- | ------------------------------------------ | -- | ---------------- |
| 1    | Wilson Peña       | Colombie | Colombia Tierra de Atletas - GW Bicicletas | en | 13 h 41 min 21 s |
| 2    | Fabio Duarte      | Colombie | Team Medellín - EPM                        | à  | 12 s             |
| 3    | Óscar Sevilla     | Colombie | Team Medellín - EPM                        | à  | 34 s             |
| 4    | Aldemar Reyes     | Colombie | EPM - Scott                                | à  | 1 min 2 s        |
| ...7 | Juan Pablo Suárez | Colombie | EPM - Scott                                | à  | 2 min 15 s       |

Après une heure de course, se forme l'échappée du jour. Elle est composée de neuf hommes : Dubán Bobadilla (Team Herrera Sport), Bryan Salas (7C - Economy - CBZ Asfaltos - Lacoinex), Juan Carlos Castaño (Team Camacho Preminum), Kevin Cano (Orgullo Paisa), Diego Soraca (EBSA), Marco Tulio Suesca (Orgullo Paisa), Adrián Bustamante (EPM-Scott), Róbigzon Oyola (Team Medellín) et Rodolfo Villalobos (7C - Economy - CBZ Asfaltos - Lacoinex). L'ascension vers l'arrivée à Murillo se fait dans un épais brouillard. Dans celle-ci, la fugue se désagrège et, à quinze kilomètres de l'arrivée, seuls restent en tête Dubán Bobadilla, Adrián Bustamante et Diego Soraca. À la moitié de l'ascension, Bobadilla s'isole. Puis c'est au tour de Cristian Rico (Strongman Relojes G Force) et de Cristian Cubides (Team Herrera Sport) de tenter leur chance. Mais finalement, c'est Yeison Reyes (EPM - Scott) qui se révèle le plus fort et remporte la victoire.

### 6eétape
Brayan Ramírez remporte l'étape pendant que Wilson Peña conserve le maillot jaune de leader de l'épreuve.
Classement de l'étape
|      | Coureur          | Pays     | Équipe                                               |    | Temps           |
| ---- | ---------------- | -------- | ---------------------------------------------------- | -- | --------------- |
| 1    | Brayan Ramírez   | Colombie | EBSA Empresa de Energía de Boyacá                    | en | 2 h 51 min 20 s |
| 2    | Walter Vargas    | Colombie | Team Medellín - EPM                                  |    | m.t.            |
| 3    | Daniel Jaramillo | Colombie | IDEA - Indeportes Antioquia - Aguardiente Antioqueño | à  | 30 s            |
| ...7 | Fabio Duarte     | Colombie | Team Medellín - EPM                                  | à  | 1 min 4 s       |

Classement général
|      | Coureur           | Pays     | Équipe                                     |    | Temps            |
| ---- | ----------------- | -------- | ------------------------------------------ | -- | ---------------- |
| 1    | Wilson Peña       | Colombie | Colombia Tierra de Atletas - GW Bicicletas | en | 16 h 33 min 45 s |
| 2    | Fabio Duarte      | Colombie | Team Medellín - EPM                        | à  | 11 s             |
| 3    | Óscar Sevilla     | Colombie | Team Medellín - EPM                        | à  | 30 s             |
| 4    | Aldemar Reyes     | Colombie | EPM - Scott                                | à  | 1 min 2 s        |
| ...6 | Juan Pablo Suárez | Colombie | EPM - Scott                                | à  | 2 min 13 s       |

Le cycliste bogotanais s'impose à l'issue d'une étape plate dans sa majorité. Deux Antioqueños l'accompagnent sur le podium, Walter Vargas (Team Medellín EPM), deuxième et Daniel Jaramillo (Orgullo Paisa), troisième. Grâce à ses qualités de sprinteur, le coureur de la formation boyacense EBSA gagne l'étape dans un duel serré avec Vargas. Óscar Sevilla soustrait quelques secondes de son retard sur le leader Wilson Peña en s'immisçant dans des sprints bonifications au cours de la journée.
Brayan Ramírez, absent des pelotons pendant deux ans, à la suite d'un problème cardiaque détecté lors du Tour de Colombie 2018, exprime sa joie de l'avoir remporté à Ibagué et sa gratitude à l'égard de Rafael Antonio Niño, son directeur sportif, qui lui a fait confiance.

### 7eétape
Pour la deuxième fois de l'épreuve, Aldemar Reyes s'impose tandis que Wilson Peña conserve de justesse sa position de leader de la compétition.
Classement de l'étape
|      | Coureur           | Pays     | Équipe                                     |    | Temps           |
| ---- | ----------------- | -------- | ------------------------------------------ | -- | --------------- |
| 1    | Aldemar Reyes     | Colombie | EPM - Scott                                | en | 3 h 16 min 31 s |
| 2    | Fabio Duarte      | Colombie | Team Medellín - EPM                        |    | m.t.            |
| 3    | Óscar Sevilla     | Colombie | Team Medellín - EPM                        |    | m.t.            |
| 4    | Wilson Peña       | Colombie | Colombia Tierra de Atletas - GW Bicicletas |    | m.t.            |
| ...7 | Juan Pablo Suárez | Colombie | EPM - Scott                                | à  | 3 s             |

Classement général
|      | Coureur           | Pays     | Équipe                                     |    | Temps            |
| ---- | ----------------- | -------- | ------------------------------------------ | -- | ---------------- |
| 1    | Wilson Peña       | Colombie | Colombia Tierra de Atletas - GW Bicicletas | en | 19 h 50 min 14 s |
| 2    | Fabio Duarte      | Colombie | Team Medellín - EPM                        | à  | 2 s              |
| 3    | Óscar Sevilla     | Colombie | Team Medellín - EPM                        | à  | 25 s             |
| 4    | Aldemar Reyes     | Colombie | EPM - Scott                                | à  | 54 s             |
| ...6 | Juan Pablo Suárez | Colombie | EPM - Scott                                | à  | 2 min 18 s       |

Le passage au mythique alto de La Línea (es) (col classé en hors catégorie) confirme les qualités de grimpeur de Dubán Bobadilla et la présence des prétendants au titre que sont Fabio Duarte (Team Medellín), Óscar Sevilla (Team Medellín) et Wilson Peña (Colombia Tierra de Atletas GW). Au milieu de cette lutte pour le classement général, Aldemar Reyes en profite pour s'offrir un second succès d'étape à Salento.
Peña, quatrième de l'étape, battu sur le fil pour la troisième place par Sevilla, réussit à se maintenir en tête de la course (grâce à deux secondes de bonifications obtenues en cours de journée). Car Duarte, en terminant deuxième à Salento et en gagnant une étape volante, n'est plus qu'à deux secondes.

### 8eétape
Johan Colón gagne l'étape à l'issue d'un sprint alors que Wilson Peña conserve sa place en haut du classement.
Classement de l'étape
|   | Coureur       | Pays     | Équipe                                               |    | Temps           |
| - | ------------- | -------- | ---------------------------------------------------- | -- | --------------- |
| 1 | Johan Colón   | Colombie | IDEA - Indeportes Antioquia - Aguardiente Antioqueño | en | 2 h 40 min 19 s |
| 2 | Mateo García  | Colombie | Sistecrédito - GW                                    |    | m.t.            |
| 3 | Brandon Rojas | Colombie | Colombia Tierra de Atletas - GW Bicicletas           |    | m.t.            |
| 4 | Aldemar Reyes | Colombie | EPM - Scott                                          |    | m.t.            |

Classement général
|      | Coureur           | Pays     | Équipe                                     |    | Temps            |
| ---- | ----------------- | -------- | ------------------------------------------ | -- | ---------------- |
| 1    | Wilson Peña       | Colombie | Colombia Tierra de Atletas - GW Bicicletas | en | 22 h 30 min 33 s |
| 2    | Fabio Duarte      | Colombie | Team Medellín - EPM                        | à  | 2 s              |
| 3    | Óscar Sevilla     | Colombie | Team Medellín - EPM                        | à  | 25 s             |
| 4    | Aldemar Reyes     | Colombie | EPM - Scott                                | à  | 54 s             |
| ...6 | Juan Pablo Suárez | Colombie | EPM - Scott                                | à  | 2 min 18 s       |

Pour la seconde fois depuis le début de la compétition, l'étape se termine au sprint. Johan Colón (Orgullo paisa) s'impose de peu face à Mateo García (Sistecrédito - GW) et Brandon Rojas (Colombia Tierra de Atletas - GW Bicicletas). Wilson Peña (Colombia Tierra de Atletas) conserve la tête du classement général malgré une chute dans les derniers hectomètres.
Le parcours de l'étape se divise en trois parties. Une première en ascension où un groupe prend les devants. Composé de coureurs comme Darwin Atapuma (Colombia Tierra de Atletas), Marco Tulio Suesca (Orgullo Paisa), Dubán Bobadilla (Team Herrera Sport), Robinson Ortega (nl) (Sundark), Jair Antonio Aparicio (Team Camacho Premium), Óscar Fernández (Boyacá Avanza) ou Cristian Cubides (nl) (Team Herrera Sport), il reste toujours sous le contrôle du peloton emmené par l'équipe Medellín - EPM. L'écart ne dépassant jamais les deux minutes.
Au sommet de l'Alto del Calima, une autre course commence. La deuxième partie de l'étape tout en descente voit l'échappée être reprise puis la troisième partie effectuée sur terrain plat voit une succession de tentatives d'échappée. Avec la bénédiction du peloton, quatre hommes Esneider Báez (Indeportes Tolima es Pasión), Robinson López (Sundark), Brayan Ramírez (EBSA) et Gabriel Rojas (7C - Economy - CBZ Asfaltos - Lacoinex) obtiennent un bon de sortie. Cependant ils sont capturés à cinq kilomètres du but. Malgré une dernière tentative de l'équipe EPM - Scott dans Buenaventura, c'est bien au sprint que se termine l'étape,,.

### 9eétape
Fabio Duarte gagne l'étape et s'adjuge du même coup la 61e édition du Clásico RCN.
Classement de l'étape
|       | Coureur           | Pays     | Équipe                                     |    | Temps       |
| ----- | ----------------- | -------- | ------------------------------------------ | -- | ----------- |
| 1     | Fabio Duarte      | Colombie | Team Medellín - EPM                        | en | 22 min 44 s |
| 2     | Óscar Sevilla     | Colombie | Team Medellín - EPM                        | à  | 17 s        |
| 3     | Walter Vargas     | Colombie | Team Medellín - EPM                        | à  | 38 s        |
| ...5  | Aldemar Reyes     | Colombie | EPM - Scott                                | à  | 42 s        |
| ...7  | Wilson Peña       | Colombie | Colombia Tierra de Atletas - GW Bicicletas | à  | 50 s        |
| ...24 | Juan Pablo Suárez | Colombie | EPM - Scott                                | à  | 1 min 37 s  |

Sous de fortes chaleurs, le premier coureur à achever le parcours du contre-la-montre de dix-neuf kilomètres en terrain plat qui clôt la compétition est le Costaricien John Jiménez (7C - Economy - CBZ Asfaltos - Lacoinex) en 25 min 32 s, un temps très éloigné des meilleurs. Au fur et à mesure que les concurrents en terminent le temps de vingt-quatre minutes est atteint. Walter Vargas (Medellín - EPM) réalise 23 min 22 s et reste très longtemps (plus de quatre-vingt minutes) le vainqueur potentiel de l'étape. Il faut attendre le passage de ses coéquipiers Óscar Sevilla puis Fabio Duarte pour voir son "chrono" abaissé.
Le Colombo-espagnol et favori de l'étape réussit 23 min 1 s. Il faut attendre moins d'une minute pour que Duarte arrive et abaisse le temps référence de dix-sept secondes. Non seulement, Fabio Duarte remporte l'étape en 22 min 44 s (à la moyenne de 51,73 km/h) mais il s'adjuge également le classement général. Parti avec deux secondes de débours sur le leader provisoire Wilson Peña (Colombia Tierra de Atletas - GW Bicicletas), Duarte le bat de cinquante secondes sur l'exercice solitaire.
La 61e édition du Clásico RCN se termine sur la victoire de Fabio Duarte devant son coéquipier Óscar Sevilla. Maillot jaune près d'une semaine, Wilson Peña, est relégué sur la troisième marche du podium. De plus, Juan Pablo Suárez (EPM - Scott) réussit à améliorer son classement en subtilisant la cinquième place terminale à Darwin Atapuma (Colombia Tierra de Atletas),,,.

## Classements finals

### Classement général final
| \| Classement général \| Classement général \| Classement général \| Classement général \| Classement général \| \| Coureur \| Coureur \| Pays \| Équipe \| Temps \| \| ------------------ \| ------------------ \| ------------------ \| ---------------------------------------- \| ------------------ \| \| 1er \| Fabio Duarte[49] \| Colombie \| Medellín-EPM \| 24 h 33 min 19 s \| \| 2e \| Óscar Sevilla \| Espagne \| Medellín-EPM \| + 40 s \| \| 3e \| Wilson Peña \| Colombie \| Colombia Tierra de Atletas-GW Bicicletas \| + 48 s \| \| 4e \| Aldemar Reyes \| Colombie \| EPM-Scott \| + 1 min 34 s \| \| 5e \| Juan Pablo Suárez \| Colombie \| EPM-Scott \| + 3 min 53 s \| \| 6e \| Darwin Atapuma \| Colombie \| Colombia Tierra de Atletas-GW Bicicletas \| + 4 min 24 s \| \| 7e \| Dubán Bobadilla \| Colombie \| Herrera Sport-Ropa Deportiva \| + 5 min 50 s \| \| 8e \| Cristian Cubides \| Colombie \| Herrera Sport \| + 6 min 40 s \| \| 9e \| Robinson Chalapud \| Colombie \| Medellín-EPM \| + 7 min 26 s \| \| 10e \| Yeison Reyes \| Colombie \| EPM-Scott \| + 8 min 41 s \| |                   |          |                                          |                  |
| |                   |          |                                          |                  |
| |                   |          |                                          |                  |
| Classement général |                   |          |                                          |                  |
| Coureur | Coureur           | Pays     | Équipe                                   | Temps            |
| 1er | Fabio Duarte      | Colombie | Medellín-EPM                             | 24 h 33 min 19 s |
| 2e | Óscar Sevilla     | Espagne  | Medellín-EPM                             | + 40 s           |
| 3e | Wilson Peña       | Colombie | Colombia Tierra de Atletas-GW Bicicletas | + 48 s           |
| 4e | Aldemar Reyes     | Colombie | EPM-Scott                                | + 1 min 34 s     |
| 5e | Juan Pablo Suárez | Colombie | EPM-Scott                                | + 3 min 53 s     |
| 6e | Darwin Atapuma    | Colombie | Colombia Tierra de Atletas-GW Bicicletas | + 4 min 24 s     |
| 7e | Dubán Bobadilla   | Colombie | Herrera Sport-Ropa Deportiva             | + 5 min 50 s     |
| 8e | Cristian Cubides  | Colombie | Herrera Sport                            | + 6 min 40 s     |
| 9e | Robinson Chalapud | Colombie | Medellín-EPM                             | + 7 min 26 s     |
| 10e | Yeison Reyes      | Colombie | EPM-Scott                                | + 8 min 41 s     |

### Classement des jeunes
| Classement du meilleur jeune | Classement du meilleur jeune | Classement du meilleur jeune | Classement du meilleur jeune             | Classement du meilleur jeune |
| Coureur                      | Coureur                      | Pays                         | Équipe                                   | Temps                        |
| ---------------------------- | ---------------------------- | ---------------------------- | ---------------------------------------- | ---------------------------- |
| 1er                          | Yeisson Casallas             | Colombie                     | Colombia Tierra de Atletas-GW Bicicletas | 23 h 08 min 15 s             |
| 2e                           | Óscar Fernández              | Colombie                     | Indeportes Boyacá Avanza-BRC             | + 23 min 39 s                |
| 3e                           | Luis Daniel Zea              | Colombie                     |                                          | + 28 min 15 s                |

### Classement par équipes
| Classement par équipes | Classement par équipes        | Classement par équipes | Classement par équipes |
| Équipe                 | Équipe                        | Pays                   | Temps                  |
| ---------------------- | ----------------------------- | ---------------------- | ---------------------- |
| 1re                    | Medellín                      | Colombie               | 67 h 50 min 53 s       |
| 2e                     | Colombia Tierra de Atletas-GW | Colombie               | + 3 min 57 s           |
| 3e                     | EPM-Scott                     | Colombie               | + 4 min 19 s           |

### Classement de la régularité
| Classement par points | Classement par points | Classement par points | Classement par points | Classement par points |
| Coureur               | Coureur               | Pays                  | Équipe                | Points                |
| --------------------- | --------------------- | --------------------- | --------------------- | --------------------- |
| 1er                   | Fabio Duarte          | Colombie              | Medellín-EPM          | 64 pts                |
| 2e                    | Aldemar Reyes         | Colombie              | EPM-Scott             | 63 pts                |
| 3e                    | Óscar Sevilla         | Espagne               | Medellín-EPM          | 46 pts                |

### Classement de la montagne
| Classement de la montagne | Classement de la montagne | Classement de la montagne | Classement de la montagne                | Classement de la montagne |
| Coureur                   | Coureur                   | Pays                      | Équipe                                   | Points                    |
| ------------------------- | ------------------------- | ------------------------- | ---------------------------------------- | ------------------------- |
| 1er                       | Marco Tulio Suesca        | Colombie                  | Idea-Antioqueño-Lotería de Medellín      | 85 pts                    |
| 2e                        | Dubán Bobadilla           | Colombie                  | Herrera Sport-Ropa Deportiva             | 67 pts                    |
| 3e                        | Wilson Peña               | Colombie                  | Colombia Tierra de Atletas-GW Bicicletas | 43 pts                    |

## Évolution des classements
| Étapes             | Vainqueur           | Classement général | Classement du meilleur jeune | Classement de la régularité | Classement de la montagne | Classement des étapes volantes | Classement des sprints spéciaux | Classement du combiné | Classement par équipes                     |
| ------------------ | ------------------- | ------------------ | ---------------------------- | --------------------------- | ------------------------- | ------------------------------ | ------------------------------- | --------------------- | ------------------------------------------ |
| 1re étape          | Team Medellín - EPM | Óscar Sevilla      | Jeisson Casallas             | Óscar Sevilla               | Salvador Moreno           | Juan Pablo Suárez              | Rodolfo Villalobos              | Jimmy Briceño         | Team Medellín - EPM                        |
| 2e étape           | Aldemar Reyes       | Aldemar Reyes      | Didier Merchán               | Aldemar Reyes               | Aldemar Reyes             | Óscar Quiroz                   | Róbigzon Oyola                  | Aldemar Reyes         | EPM - Scott                                |
| 3e étape           | Óscar Quiroz        | Aldemar Reyes      | Didier Merchán               | Aldemar Reyes               | Marco Tulio Suesca        | Óscar Quiroz                   | Róbigzon Oyola                  | Róbigzon Oyola        | EPM - Scott                                |
| 4e étape           | Dubán Bobadilla     | Wilson Peña        | Jeisson Casallas             | Óscar Quiroz                | Marco Tulio Suesca        | Óscar Quiroz                   | Róbigzon Oyola                  | Róbigzon Oyola        | EPM - Scott                                |
| 5e étape           | Yeison Reyes        | Wilson Peña        | Jeisson Casallas             | Aldemar Reyes               | Marco Tulio Suesca        | Róbigzon Oyola                 | Róbigzon Oyola                  | Róbigzon Oyola        | Colombia Tierra de Atletas - GW Bicicletas |
| 6e étape           | Brayan Ramírez      | Wilson Peña        | Jeisson Casallas             | Aldemar Reyes               | Marco Tulio Suesca        | Róbigzon Oyola                 | Róbigzon Oyola                  | Óscar Sevilla         | Team Medellín - EPM                        |
| 7e étape           | Aldemar Reyes       | Wilson Peña        | Jeisson Casallas             | Aldemar Reyes               | Marco Tulio Suesca        | Róbigzon Oyola                 | Róbigzon Oyola                  | Fabio Duarte          | Team Medellín - EPM                        |
| 8e étape           | Johan Colón         | Wilson Peña        | Jeisson Casallas             | Aldemar Reyes               | Marco Tulio Suesca        | Róbigzon Oyola                 | Róbigzon Oyola                  | Fabio Duarte          | Team Medellín - EPM                        |
| 9e étape           | Fabio Duarte        | Fabio Duarte       | Jeisson Casallas             | Fabio Duarte                | Marco Tulio Suesca        | Róbigzon Oyola                 | Róbigzon Oyola                  | Fabio Duarte          | Team Medellín - EPM                        |
| Classements finals | Classements finals  | Fabio Duarte       | Jeisson Casallas             | Fabio Duarte                | Marco Tulio Suesca        | Róbigzon Oyola                 | Róbigzon Oyola                  | Fabio Duarte          | Team Medellín - EPM                        |